# Placówka wywiadowcza KOP nr 5
Placówka wywiadowcza KOP nr 5 – organ wykonawczy wywiadu Korpusu Ochrony Pogranicza.

## Formowanie i zmiany organizacyjne
Placówka wywiadowcza KOP nr 5 Stołpce powstała w lipcu 1929 w Baranowiczach. Wchodziła w skład Brygady KOP „Nowogródek”. Pod względem pracy wywiadowczej podlegała szefowi ekspozytury Oddziału II nr 1 „Wilno”, pod względem pracy kontrwywiadowczej szefowi samodzielnego referatu informacyjnego DOK IX Brześć, a pod względem wyszkolenia wojskowego dowódcy Brygady KOP „Nowogródek”. Zgodnie z etatem placówka liczyła 3 oficerów, 3 podoficerów i 4 szeregowych. Pod względem administracyjno-gospodarczym placówkę przydzielono do 8 batalionu KOP. W 1937 
jednostką administracyjną dla placówki nr 5 był batalion KOP „Stołpce”.
W 1939 placówka wywiadowcza KOP nr 5 „Stołpce” podlegała nadal szefowi ekspozytury Oddziału II nr 1 „Wilno” i stacjonowała w Stołpcach.

## Obsada personalna placówki
Kierownicy placówki
- kpt Józef Herzog (1929 – )
- por. Jerzy Fryzendorf (4 IV 1933[10] − )
- kpt. Leon Jaszczukowski (27 VIII 1933[11] − )

Obsada placówki w lipcu 1929
- kierownik placówki − kpt. Herzog Józef
- oficer ofensywny − vacat
- oficer kontrwywiadu − por. Grabowski Edward

Obsada personalna w marcu 1939
- kierownik placówki – kpt. adm. (piech.) Leon Jaszczukowski
- oficer placówki – kpt. piech. Karol Hipolit Radomski
- oficer placówki – por. adm. (kaw.) Włodzimierz Prokopowicz